# 의암댐

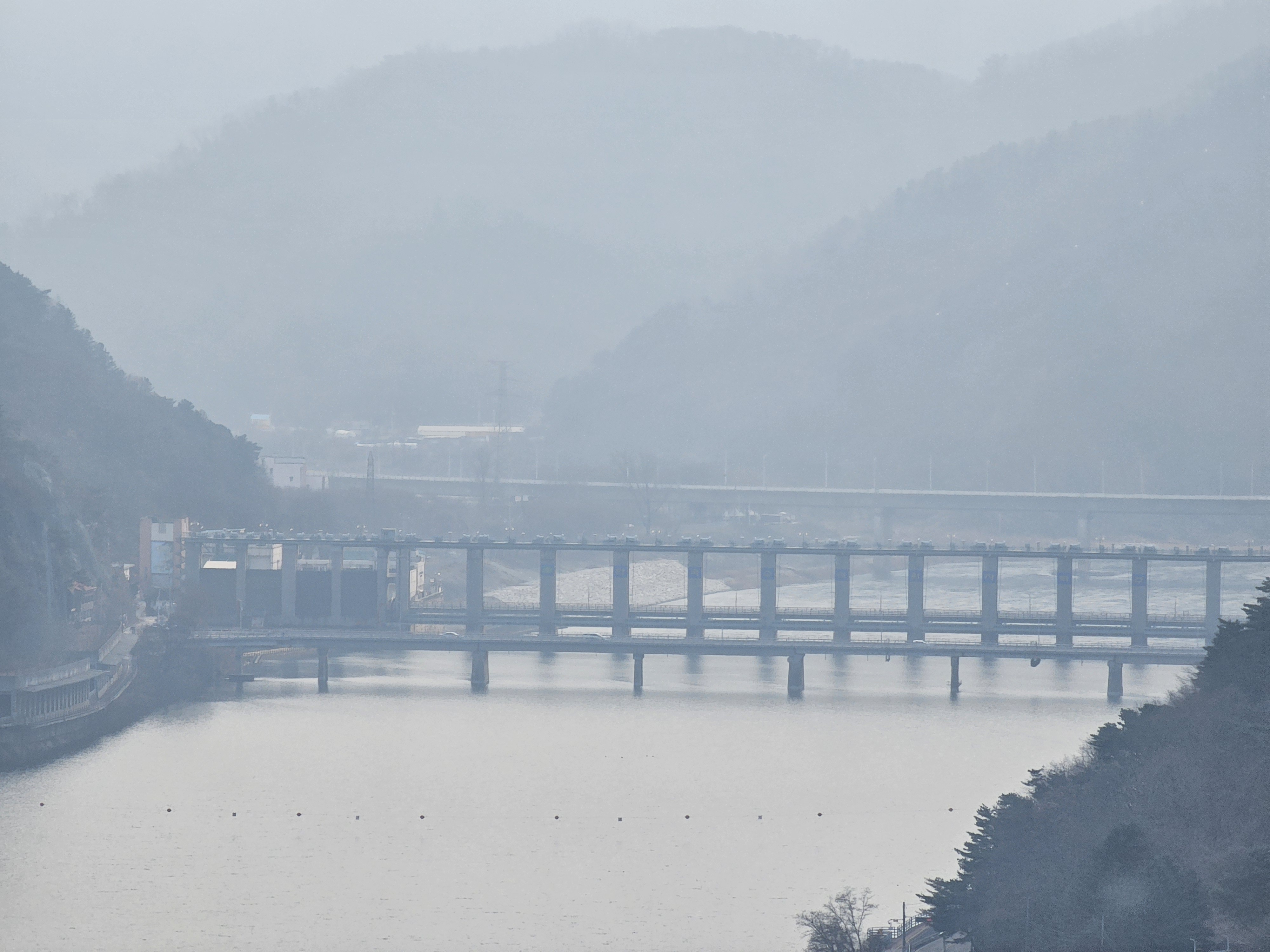
케이블카에서 바라본 의암댐

의암댐(衣巖댐)은 강원특별자치도 춘천시에 있는 중력식 콘크리트 잠언둑이다. 수문(13×14.5m)이 14개 설치되어 있다. 높이 23m, 유효낙차 최대 15.67m, 제방길이 273m, 총저수용량 8000만t, 시설발전용량 4만5000㎾, 유역면적 7,709km2으로, 발전량 45㎾, 연 발전량은 161Gwh이다.
전력생산을 위주로 하는 발전용 댐으로서 한국수자원공사가 아닌 한국전력공사 기업집단에 속한 한국수력원자력주식회사가 관할하고 있다.

## 의암호
의암댐의 건설로 형성된 인공 호수 의암호는 너비 5km, 길이 8km의 타원형이며 호수면의 수위는 해발 72m로 만수위 때의 수면면적은 15km2이고 제한수위는 70.5m이다.
하중도·중도·상중도의 섬 3개가 있다. 중도와 상중도는 하나의 섬이었는데 뱃길을 내기 위하여 운하를 파서 각각의 섬이 되었다. 각 토지이용은 상·하중도는 조림지, 중도는 채소재배한다. 호반 순환도로와 관광시설을 정비하여 관광객이 많다. 한랭한 기후조건으로 질 좋은 빙판을 형성하여 공지천의 에티오피아군 참전비가 있는 곳에는 훌륭한 스케이트장이 형성되어 전국동계체전의 장소가 되기도 한다.